# Coll de l'Arboç
El Coll de l'Arboç és una muntanya de 269 metres que es troba al municipi de Godall, a la comarca catalana del Montsià.